# Karl V. (Frankreich)

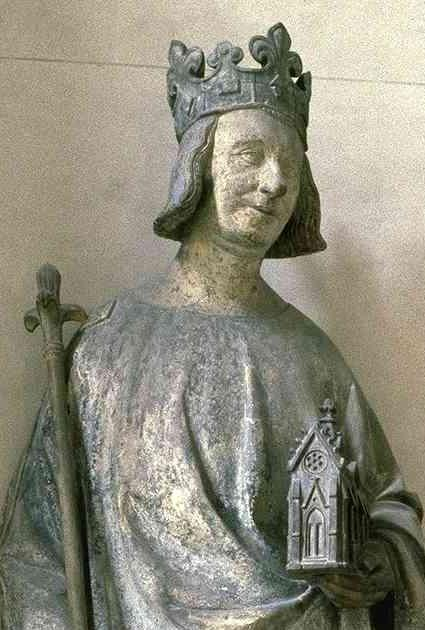
Karl V. von Frankreich (Musée du Louvre)

Karl V., genannt der Weise (französisch Charles V le Sage; * 21. Januar 1338 im Schloss Vincennes; † 16. September 1380 im Schloss Beauté-sur-Marne bei Paris), war von 1364 bis 1380 König von Frankreich. Er war der dritte König aus dem Haus Valois, einem Seitenzweig der Kapetinger, und gilt als einer der großen Könige des französischen Mittelalters.
Er war der älteste Sohn von König Johann II. dem Guten und dessen erster Gemahlin Jutta von Luxemburg.

## Kronprinz

### Erster königlicher Dauphin
Am 29. März 1349 ernannte der Dauphin des Viennois (Grafschaft Albon), Humbert II., den Prinzen Karl zu seinem Erben, nachdem er dem weltlichen Leben entsagt hatte. Der Dauphin hatte sein Fürstentum (auch Dauphiné genannt) nicht direkt an die französische Krone veräußern können, da das Viennois ein Lehen des Heiligen Römischen Reichs war und weder König Philipp VI. noch Kronprinz Johann in eine direkte Vasallität zum römisch-deutschen Kaiser treten wollten. Daher wurde die Dauphiné an den unmündigen Prinzen Karl verkauft; als Kaufpreis diente die Hälfte der Mitgift der bereits mit ihm verlobten Johanna von Bourbon.
Bereits am 16. Juli 1349 konnte Prinz Karl in die Dauphiné als regierender Fürst einziehen, wo er am 8. April 1350 in Tain mit Johanna von Bourbon verheiratet wurde. In den folgenden Generationen des französischen Königshauses wurde die Dauphiné dem jeweiligen Thronfolger übergeben, wodurch sich somit für ihn allmählich die Titulierung als „Dauphin (Delfin)“ durchsetzte. Prinz Karl selbst verließ die Dauphiné bereits nach dem Tod seines Großvaters im August 1350 für immer und wurde am Tag der Krönung seines Vaters am 26. September 1350 in Reims zum Ritter geschlagen. Die Dauphiné wurde nun von Beamten der französischen Krone verwaltet.

### Herzog der Normandie

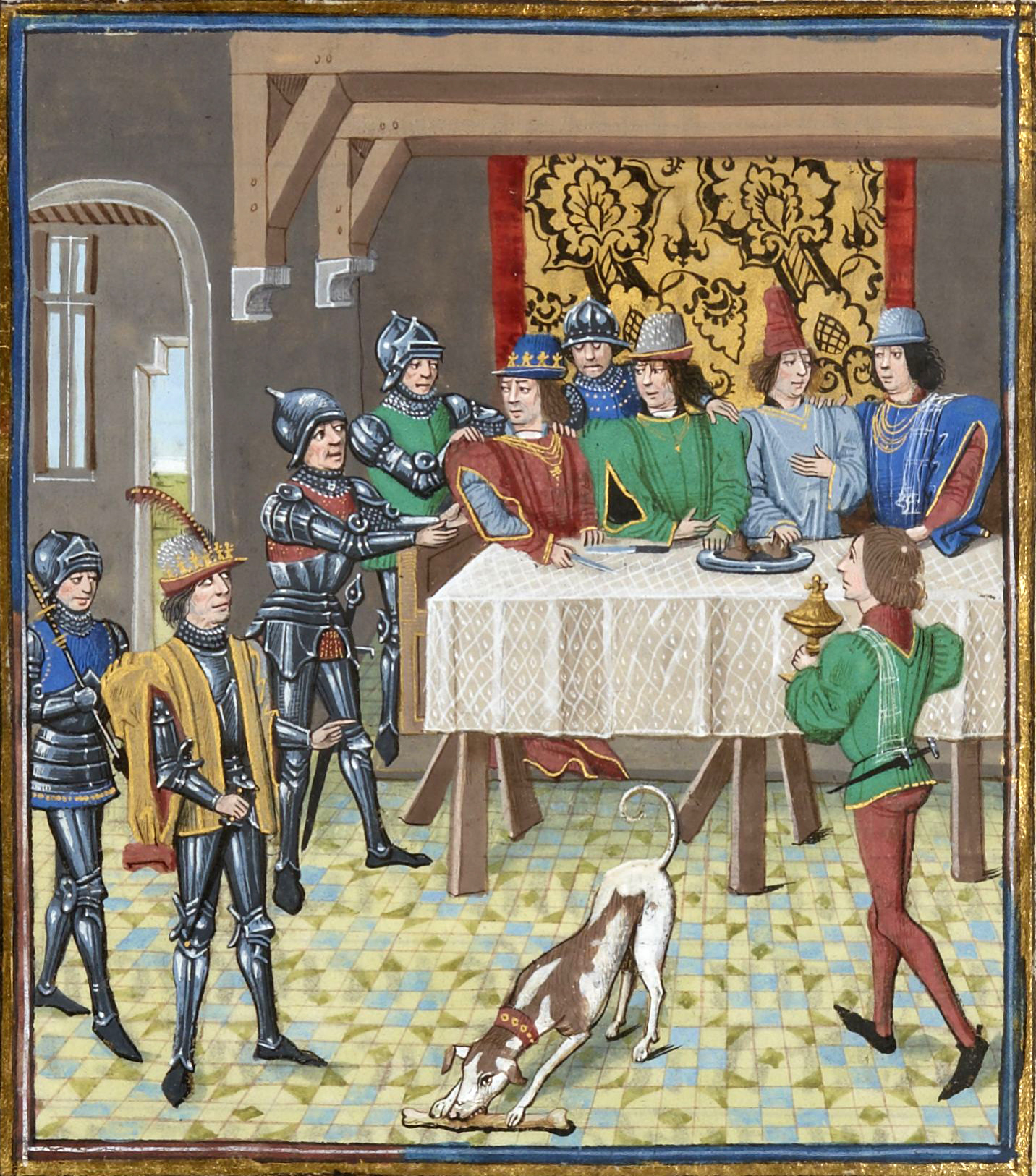
Die Gefangennahme König Karls des Bösen von Navarra in Rouen. (Miniatur aus der Chronik des Jean Froissart, 14. Jahrhundert)

Prinz Karl wurde von seinem Vater zunächst nicht in die Regierung einbezogen. Erst nach dem Mord an dem Connétable Charles de la Cerda im Februar 1354 und dem damit beginnenden Konflikt der Krone mit dem Haus Navarra-Évreux wurde ihm Verantwortung übertragen. Nach einem kurzen Intermezzo als Graf des Poitou wurde er Ende 1354 zum Herzog der Normandie ernannt. Diese Region war in mehrerer Hinsicht von Bedeutung; so bestand der normannische Adel auf weitgehende Autonomie gegenüber der königlichen Zentralverwaltung, hatten die Évreux dort großen Grundbesitz, war die Normandie außerdem der ständigen Bedrohung durch England, dem Hauptfeind Frankreichs in dem seit 1337 währenden Hundertjährigen Krieg, ausgesetzt.
Im März 1355 reiste Karl in die Normandie, um die dortigen Stände um Subsidien für seinen Vater zu ersuchen. Allerdings geriet er dort in eine Verschwörung der Évreux um seinen Schwager, König Karl II. von Navarra (gen: der Böse). Der Günstling Navarras, Bischof Robert le Coq, versuchte Karl gegen den Vater zu vereinnahmen, indem er den König des Mordes an dessen Ehefrau (und Mutter Karls) wegen eines Seitensprungs bezichtigte. Damit wurde Karl gegenüber aber auch eine mögliche nichtlegitime Abstammung suggeriert, weshalb er nicht nur einen lebenslangen Hass gegen Robert le Coq entwickelte, sondern auch die Konspiration seinem Vater meldete. König Johann II. ging mit den Verschwörern zunächst milde um und gewährte ihnen im Januar 1356 eine allgemeine Amnestie. Am 5. April 1356 aber veranstaltete Karl in Rouen ein Festessen, an dem der führende normannische Adel teilnahm. König Johann II. überfiel dieses Fest, ließ den König von Navarra gefangen nehmen sowie vier normannische Adlige in der Anwesenheit Karls enthaupten.
Diese Handlung hatte die offene Allianz des Hauses Évreux unter Philipp von Navarra mit England und damit ein Wiederaufflammen des Krieges zur Folge. Am 19. September 1356 kam es zur Schlacht bei Maupertuis gegen den „schwarzen Prinzen“, Edward of Woodstock, in der Frankreich nach der Schlacht von Crécy (1346) erneut eine schwere Niederlage gegen England hinnehmen musste. König Johann II. geriet in englische Gefangenschaft, Prinz Karl erntete von Seiten der französischen Ritterschaft Spott und Verachtung, da er auf Weisung des Vaters das Feld verlassen hatte, noch bevor die Schlacht begann.

### Regentschaft
Am 29. September 1356 zog Karl in Paris ein, ernannte sich zum Stellvertreter des Königs (lieutenant du roi) und übernahm die Regierungsgeschäfte. Der königliche Rat berief für den 17. Oktober die Stände Nordfrankreichs zusammen, von denen sich Karl die Bewilligung neuer Steuern zur Finanzierung des Krieges erhoffte. Stattdessen wurde er allerdings mit einer Adelsfronde um Bischof Robert le Coq konfrontiert, die sich offen für den gefangenen König von Navarra als Regenten aussprach. Karl stützte sich deshalb stärker auf den bürgerlichen Stand um den Vorsteher der Pariser Handelsgilde Étienne Marcel, der zwar weitreichende Reformen des königlichen Staates verlangte, aber dennoch Karls Statthalterschaft unterstützte. Im Winter 1356 reiste Karl nach Metz, wo er sich mit seinem Onkel, Kaiser Karl IV., traf. Der Kaiser befand sich seit 1348 in einer Offensivallianz mit England gegen Frankreich, die allerdings bis dahin noch nicht aktiv wurde. Um auch weiterhin ein Stillhalten des Kaisers zu garantieren, leistete Karl ihm am Weihnachtsfeiertag den Lehnseid für die Dauphiné sowie, als Stellvertreter seines unmündigen Bruders Philipp des Kühnen, für die Freigrafschaft Burgund ab. Am selben Tag wurde Karl ein urkundlicher Zeuge des in Metz verkündeten Teils der Goldenen Bulle.

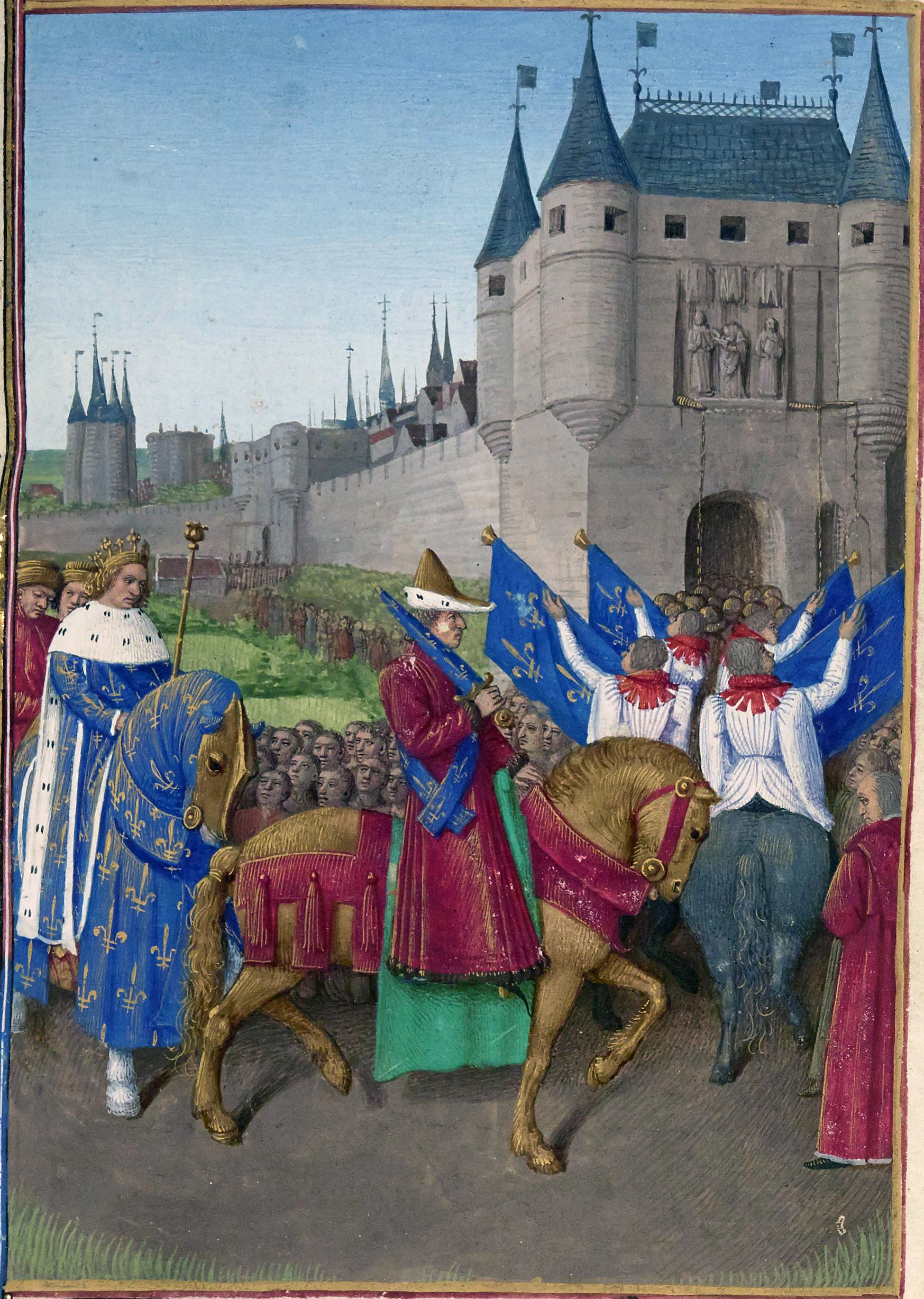
Nach der Niederschlagung des Aufstandes des Étienne Marcel 1358 zieht Prinz Karl in Paris ein. (Miniatur von Jean Fouquet, Grandes Chroniques de France, 15. Jahrhundert)

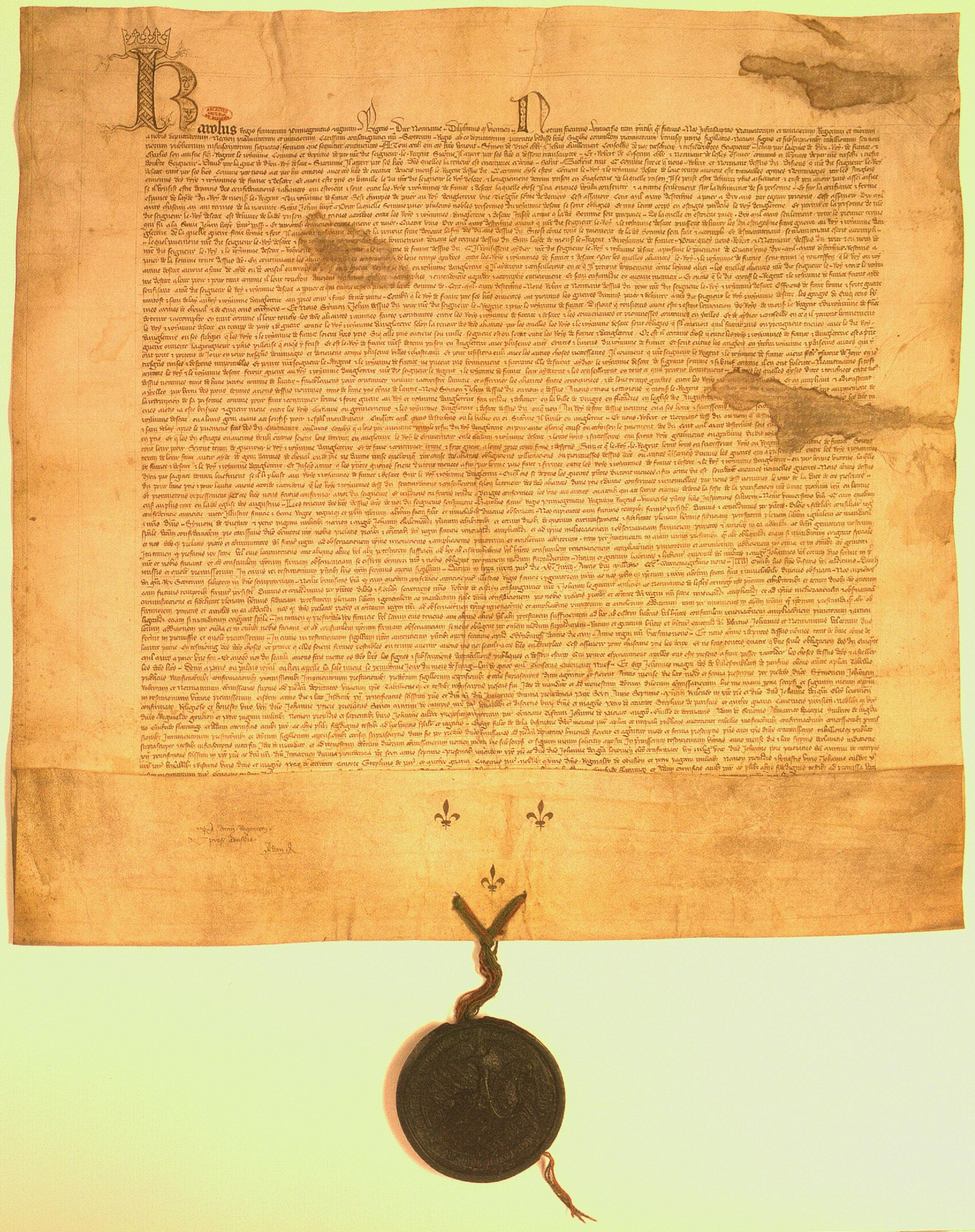
Der Bündnisvertrag zwischen dem Dauphin Karl, dem künftigen Karl V., und König David II. von Schottland, Juni 1359. Paris, Archives nationales, J 677, Nr. 8

Im Frühjahr 1357 war Karl zur Rückkehr nach Paris genötigt, nachdem dort gewaltsame Unruhen ausgebrochen waren, die sich an einer von ihm angeordneten Münzentwertung entzündet hatten. Auf einem erneuten Ständetag nahm er gegen die Anordnungen seines Vaters das Reformprogramm Étienne Marcels an. Er erlaubte damit die Bildung eines aus den Ständen zusammengesetzten Ratsgremiums, das an der politischen Entscheidungsfindung der Krone beteiligt sein sollte. Der französische Staat nahm damit erstmals eine konstitutionelle Verfassung an, wofür Karl von den Ständen eine Sondersteuer von fünf Millionen Livre bewilligt bekam. Weiterhin gelang ihm die Aushandlung eines Waffenstillstandes mit England, wenngleich Nordfrankreich auch weiterhin von Söldnerbanden (Routiers) heimgesucht wurde. Die Lage verschärfte sich schlagartig, als im November 1357 dem König von Navarra die Flucht aus seinem Gefängnis gelang. Während ein großer Teil des normannischen Adels zu Navarra abfiel, spielte sich Étienne Marcel in Paris als wahrer Herr des Staates auf. Nachdem ihm Karl die Zustimmung zu weiteren Reformmaßnahmen verweigert hatte, kam es zum offenen Aufstand der Pariser Bürgerschaft. Unter der Führung Marcels stürmte das Volk am 22. September 1358 den königlichen Palast und erschlug vor Karls Augen die Marschälle der Normandie und Champagne. Karl wurde genötigt, sich von der Bürgerschaft formell als Regent des Königreichs anerkennen zu lassen und weitere personelle Umstrukturierungen seines Hofstaates zu tolerieren.
Aber bald darauf gelang es ihm, aus Paris zu fliehen und im Mai 1359 die Stände in Compiègne einzuberufen, die ihm ihre Loyalität bekundeten. Von den Vorgängen in Paris ermutigt, brach kurze Zeit später im Beauvaisis erstmals in der französischen Geschichte ein offener Aufstand der Bauernschaft gegen die adlige Grundherrschaft aus. Die sogenannte „Jacquerie“ (nach dem Spottnamen Jacques Bonhomme) breitete sich schnell in der ganzen Île de France, der Picardie, dem Artois und der Champagne bis nach Lothringen aus. Karl blieb während des Aufstandes weitgehend tatenlos, wovon zunächst König Karl der Böse von Navarra profitierte. Bis zum Juni 1358 schlug Navarra den Aufstand mit aller Härte nieder und zog anschließend in Paris ein, wo er von Étienne Marcel als neuer Regent empfangen wurde. Aber gegen Marcel und Navarra formierte sich innerhalb der Pariser Bürgerschaft eine nationalfranzösische Opposition, die sich am 31. Juli gewaltsam erhob und Marcel ermordete. Wenige Tage später konnte Karl wieder in Paris einziehen, stellte die althergebrachte Ordnung wieder her und erließ eine allgemeine Amnestie. Bischof Robert le Coq aber starb unter ungeklärten Umständen auf seinem Weg in das Klosterexil.
Im Juli 1359 schloss Karl in Pontoise einen formellen Frieden mit Karl dem Bösen von Navarra, wenngleich seine Haltung zum Hause Évreux stets ambivalent blieb. Den Krieg gegen England wollte er fortführen, auch gegen den Willen seines Vaters. Als dieser gegenüber Eduard III. für seine Freilassung weitreichende Zugeständnisse machte, erhielt Karl vonseiten der Stände die notwendige Unterstützung, um diese Bedingungen abzulehnen. Der König von England betrachtete dies als Friedensbruch und fühlte sich ermächtigt, einen „gerechten Krieg“ gegen Frankreich zu führen. Im Herbst 1359 landete er mit einem großen Heer in Calais und marschierte in die Champagne. Er beabsichtigte, Reims einzunehmen, um sich dort zum König von Frankreich krönen zu lassen. Karl aber verbot seinen Feldherren, eine offene Feldschlacht gegen Eduard zu suchen, und verstärkte die Befestigungen aller Städte des Landes. Während Eduard den Winter über vergeblich Reims belagerte, ordnete Karl ein Kommandounternehmen zur Befreiung seines Vaters an. Die Aktion im April 1360 an der englischen Küste bei Rye scheiterte zwar, versetzte aber England in Panik. Eduard brach die Belagerung von Reims ab, zog gegen Paris und schloss die Stadt ein. Aber auch hier konnte Karl, begünstigt durch den Ausbau der Stadtbefestigungen durch Étienne Marcel, ausharren. Eduard zog weiter nach Chartres, an dessen Stadtmauern er ebenso scheiterte. Nachdem ein schwerer Hagelschauer dem englischen Heer schwere Verluste zugefügt hatte, bekundete Eduard seinen Friedenswillen gegenüber Karl. In Anbetracht der schweren Verwüstungen im Land war auch Karl nun bereit, den Bedingungen von 1358 zuzustimmen, und schloss am 8. Mai 1360 den unvorteilhaften Frieden von Brétigny, bei dem er für seinen Vater ein Lösegeld von 3 Millionen Livres aufbringen und weitreichende territoriale Zugeständnisse, vor allem in Aquitanien und Bretagne, an die englische Krone bestätigen musste.

### Zwischenzeit
Nach der Rückkehr König Johanns II. war Karl erneut weitgehend von der Regierung ausgeschlossen. Zusammen mit seinem Vertrauten und Feldhauptmann Bertrand du Guesclin widmete er sich hauptsächlich der Bekämpfung der Soldbanden in der Normandie. Nachdem es nach dem Tod Philipps von Navarra (August 1363) und der Belehung des Prinzen Philipp dem Kühnen mit dem Herzogtum Burgund zu erneuten Streit mit dem Hause Évreux gekommen war, nahm Karl dies als Vorwand, um den Krieg gegen Karl den Bösen wieder aufzunehmen. Er befahl dem Hauptmann du Guesclin den Angriff auf die Positionen Navarras in der Normandie, wo Mantes und Meulan erobert werden konnten.
Anfang 1364 wurde Karl erneut Regent des Königreichs, als König Johann II. sich freiwillig wieder in die Gefangenschaft nach England begab, nachdem dort der als Geisel verbliebene Prinz Ludwig von Anjou geflohen war. In London starb der König kurz darauf, am 8. April 1364.

## Herrschaft

### Erste Regierungsjahre

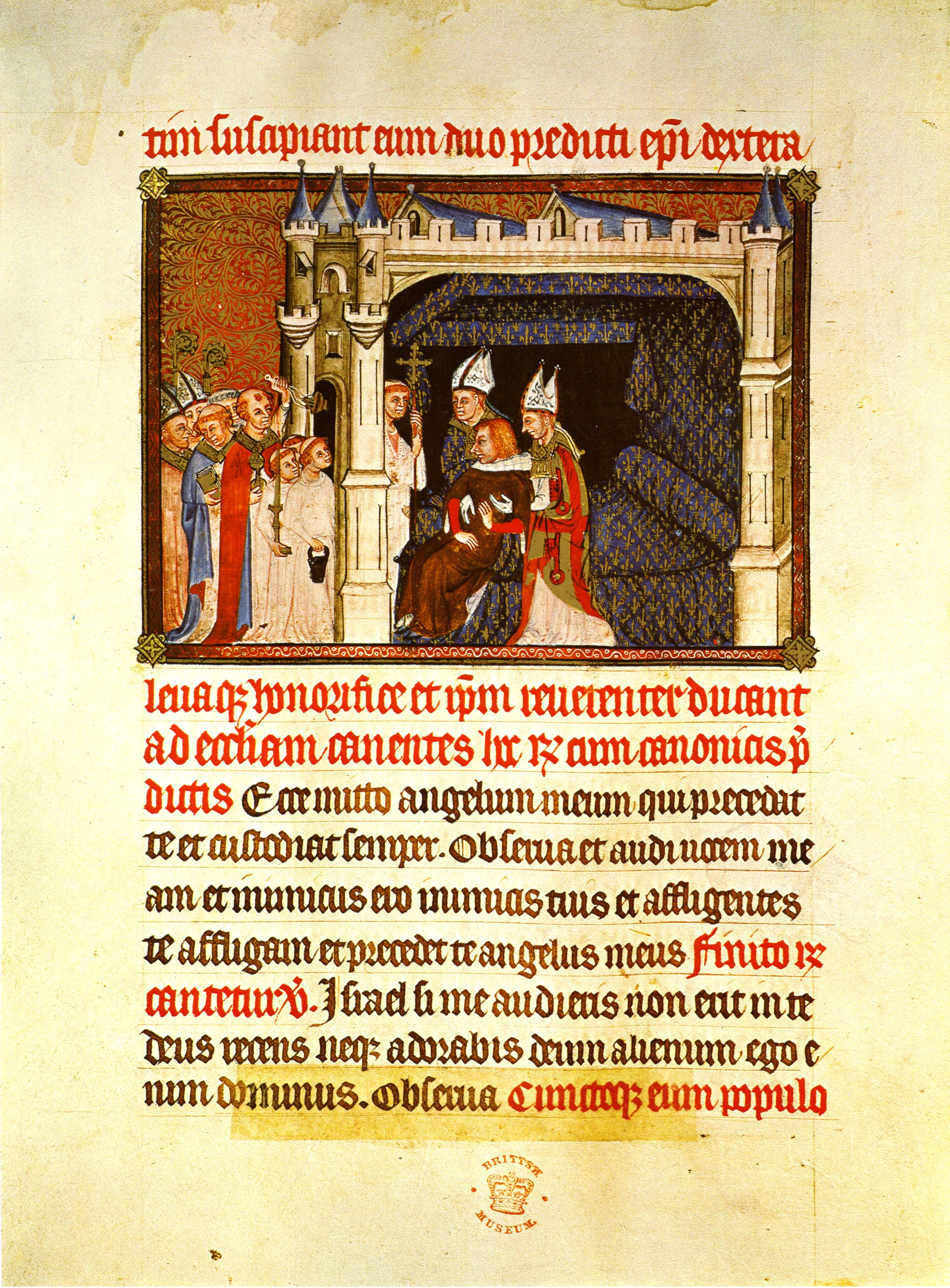
Karl V. empfängt vor seiner Salbung in seinem Schlafgemach den Erzbischof von Reims und den Bischof von Beauvais, die ihn zur Kathedrale geleiten sollen. Buchmalerei in der 1365 angefertigten Handschrift London, British Library, Cotton Tiberius B. VIII, fol. 44v

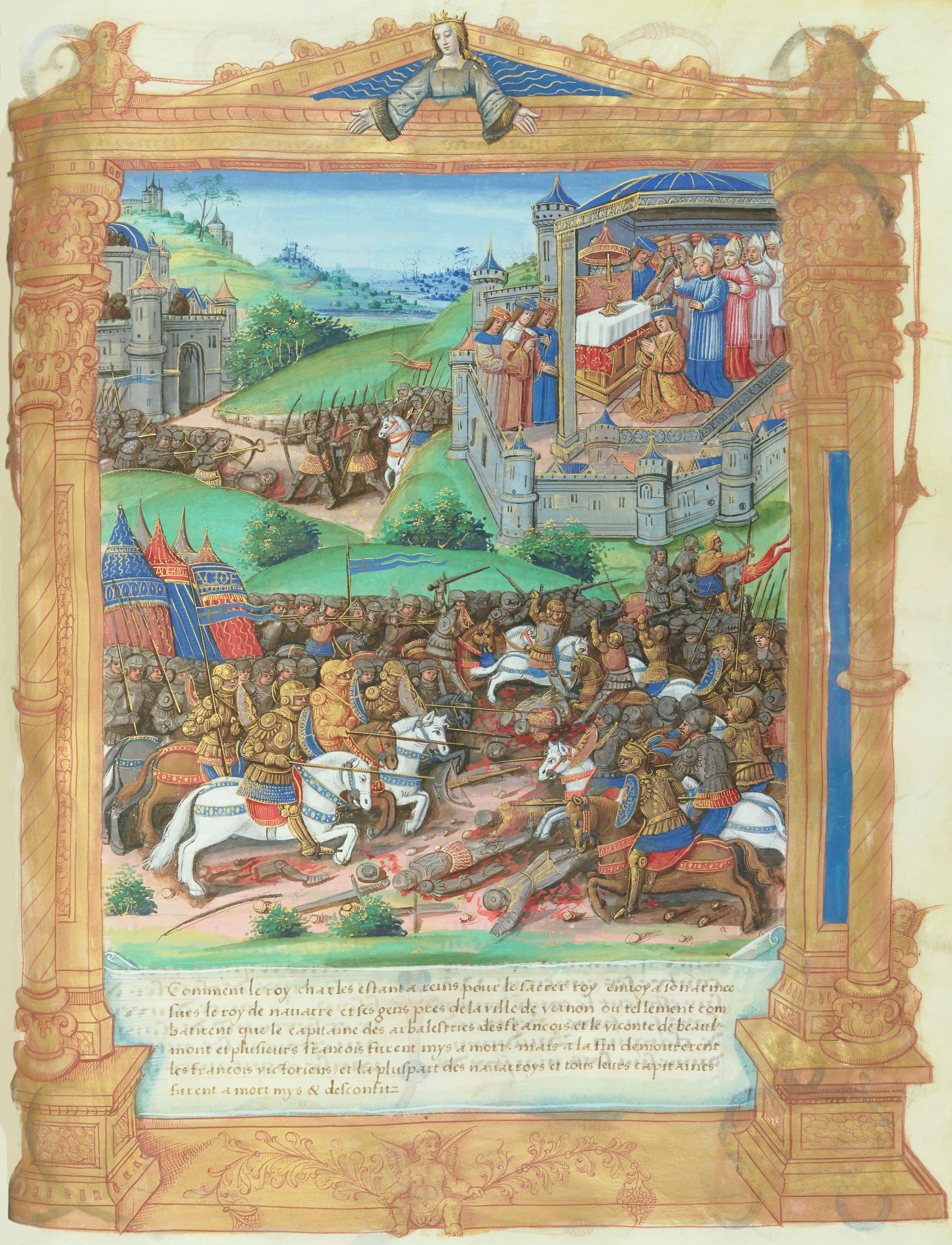
Oben: Krönung König Karls V.; unten: Bertrand du Guesclin siegt in der Schlacht von Cocherel (Darstellung aus La Toison d’or des Guillaume Fillastre, 15. Jahrhundert)

Am 17. April 1364 wurde der Tod des Königs in Frankreich bekannt, und bereits am folgenden Tag ließ Karl seine Dokumente als König beurkunden. Er erbte ein von Krieg und Pest zerrüttetes Land, dessen Produktivität durch die Zerstörungen sank. Das einfache Landvolk floh vor den marodierenden Soldbanden in die sicheren Städte, wodurch es auch zu einem Einbruch der landwirtschaftlichen Erträge kam. Das französische Königtum hatte unter den Valois durch die vergangenen Niederlagen und den damit einhergehenden sozialen und wirtschaftlichen Krisen erheblich an Macht verloren. Dazu beigetragen hatten unter anderen auch die von Johann II. vorgenommenen Apanagierungen der jüngeren Königsöhne mit großen Lehnsterritorien, die somit der königlichen Domäne verloren gingen. Karls jüngere Brüder erhielten so unter anderem die Regionen Anjou, Maine, Touraine und das Berry. Wenngleich die Krone in diesen Gebieten wichtige Hoheitsrechte wie das Münz- und Gerichtswesen behielt, entstanden daraus in der Folge mächtige Fürstentümer, die einen gewichtigen Einfluss auf die Politik Frankreichs nahmen. Zusammen mit den bereits bestehenden Herzogtümern von Bourbon und Alençon bildeten sie eine sogenannte zweite Feudalität. Besonders das Herzogtum Burgund errang später eine herausragende Stellung.
Der wenig soldatische und durch eine chronische Schwindsucht zeit seines Lebens gesundheitlich beeinträchtigte König Karl V. wollte bereits unmittelbar nach seinem Herrschaftsantritt den Krieg gegen England wieder aufnehmen. Sein erstes Ziel war aber die endgültige Unterwerfung König Karls des Bösen von Navarra. Am 16. Mai 1364 konnte Bertrand du Guesclin in der Schlacht von Cocherel einen entscheidenden Sieg über ein navarresisches Heer erringen. Nur drei Tage später wurde Karl in der Kathedrale von Reims gekrönt und gesalbt. Als Nächstes ging er daran, im bretonischen Erbfolgekrieg, der letztlich ein Stellvertreterkrieg zwischen Frankreich und Englands war, eine militärische Entscheidung zu suchen. Hier aber wurde das Heer von du Guesclin am 29. September 1364 in der Schlacht von Auray geschlagen, Guesclin geriet in Gefangenschaft, und der französische Prätendent auf die Bretagne, Karl von Blois, fiel. Diese Niederlage konnte Karl aber durch diplomatisches Geschick weitgehend ausgleichen, indem er im ersten Vertrag von Guérande (12. April 1365) den englischen Prätendenten, Johann von Montfort, als Herzog der Bretagne anerkannte und dieser im Gegenzug sein Bündnis mit England aufgab und dem französischen König huldigte. Auch mit Karl dem Bösen konnte mit einem in Pamplona geschlossenen Vertrag (Mai 1365) ein zehnjähriger Frieden erreicht werden, wodurch Navarra in der französischen Politik weitgehend neutralisiert wurde.
Nach diesen Erfolgen ging Karl V. die Beseitigung des Söldnerproblems an. Die seit dem Frieden von Brétigny beschäftigungslos gewordenen Soldbanden (auch Grandes Compagnies genannt) stellten mit ihren Plünderungen besonders für die Landbevölkerung eine ständige Gefahr dar. Ein Cousin Karls, Jacques de Bourbon, hatte im Kampf gegen sie das Leben verloren. Karl beauftragte Guesclin, die Söldner zu sammeln und sie nach Spanien zu führen. Dort sollten sie den kastilischen Thronprätendenten Heinrich von Trastámara im Kampf gegen dessen Halbbruder, König Peter den Grausamen, unterstützen. Wie schon in der Bretagne sollte hier für Frankreich ein wichtiger Nebenkriegsschauplatz im Hundertjährigen Krieg und die größte Kriegsflotte Westeuropas gewonnen werden, da Peter der Grausame die Unterstützung Englands genoss. Nach einem erfolgreichen Feldzug konnte Guesclin 1366 in Burgos einziehen und dort Heinrich von Trastámara zum König krönen lassen. Eine erneute Niederlage und Gefangenschaft Guesclins in der Schlacht von Nájera 1367 gegen den „schwarzen Prinzen“ konnte in der Schlacht von Montiel 1369 wettgemacht werden. Trastámara tötete eigenhändig Peter den Grausamen und machte Kastilien zu einem verlässlichen Verbündeten Frankreichs.

### Krieg mit England

Frankreich während der Herrschaft König Karls V.

Karl V. fühlte sich nun stark genug für eine direkte Konfrontation mit England. Anlass gab ihm im Dezember 1368 eine Klage des Grafen Johann I. von Armagnac gegen eine Sondersteuer des „schwarzen Prinzen“. Dieser regierte seit dem Frieden von Brétigny 1360 als souveräner englischer Fürst in Aquitanien (Guyenne) und betrachtete Armagnac als einen seiner Vasallen. Karl jedoch konnte sich auf ein Rechtsgutachten der Universitäten von Bologna, Toulouse und Montpellier stützen, welche die Rechtmäßigkeit der Klage des Grafen von Armagnac vor seinem Gericht bestätigten. Im Frieden von Brétigny wurden zwar weitreichende Gebiets- und Hoheitsabtretungen der französischen Krone an England vereinbart, jedoch war bis zum Jahr 1369 der Vertrag von Calais, welcher die Verzichtserklärungen bestätigen sollte, noch nicht unterzeichnet worden. Nachdem der „schwarze Prinz“ mehreren Vorladungen vor das königliche Parlament in Paris nicht nachgekommen war, ließ ihn Karl als Rechtsbrecher ächten und erklärte ihm den Krieg.
Zu den diplomatischen Vorbereitungen des Krieges gehörte die im Juni 1369 von Karl eingeleitete Ehe der Erbin der Grafschaft Flandern mit seinem jüngeren Bruder, Herzog Philipp dem Kühnen von Burgund. Das seit dem Beginn des Hundertjährigen Krieges für England als kontinentaler Brückenkopf dienende Flandern konnte somit näher an Frankreich gebracht werden. Karl ernannte 1370 Guesclin zu seinem Connétable und einigte sich mit ihm und den Marschällen Sancerre und Blanville auf die Strategie eines Kleinkrieges, indem offene Feldschlachten nur bei einer deutlichen zahlenmäßigen Überlegenheit gewagt werden sollten. Zusätzlich verfügte Karl den Ausbau der Befestigungsanlagen der größeren Städte und den Bau einer Kanalflotte, die allerdings durch einen Überfall des Duke of Lancaster vernichtet wurde. Bis zum Ende des Jahres 1370 konnte das Limousin, Rouergue, Quercy, Agenais und Périgord von der englischen Besetzung dauerhaft zurückerobert werden; der „schwarze Prinz“ rächte sich dafür mit einem Massaker an der Bevölkerung von Limoges. Ein Feldzug von Robert Knolles, der von Calais an Paris vorbei bis in das Anjou verlief, konnte mit einem Sieg Guesclins in der Schlacht von Pontvallain im Dezember 1370 abgewehrt werden. Mit Hilfe einer kastilischen Flotte wurde im September 1372 der Seehafen La Rochelle erobert und der englischen Flotte eine schwere Niederlage zugefügt, wodurch der „schwarze Prinz“ von England weitgehend abgeschnitten war. Anschließend entsandte Karl den Connétable Guesclin in die Bretagne, wo Herzog Johann V. sich zu einem neuen Bündnis mit England bekannt hatte. Da der Herzog zugleich dem englischen König gehuldigt hatte, verurteilte ihn das Pariser Parlament wegen Felonie, was es Karl erlaubte, die Bretagne als erledigtes Lehen einzuziehen. Guesclin konnte bis Ende des Jahres 1373 die gesamte Bretagne mit Ausnahme von vier Küstenstädten erobern, Herzog Johann V. war nach England geflohen. Ein 1373 unternommener Feldzug des Duke of Lancaster von Calais durch die Champagne und das Berry bis in die Gascogne blieb für Frankreich weitgehend folgenlos.
Unter Vermittlung des Grafen Ludwig II. von Flandern konnte 1375 in Brügge ein auf zwei Jahre begrenzter Waffenstillstand mit England ausgehandelt werden. Da innerhalb dieses Zeitraums sowohl der „schwarze Prinz“ wie auch König Eduard III. von England starben und mit Richard II. ein unmündiger König in England den Thron bestieg, kam der Hundertjährige Krieg von dieser Seite aus weitgehend zum Erliegen. Karl V. aber hatte damit die Revision des Friedens von Brétigny erreicht und die Engländer nahezu aus ganz Frankreich vertrieben. Ihnen blieben auf dem Festland lediglich einige Küstenorte wie Calais, Guînes und Brest sowie Landstriche um Bordeaux erhalten. Dadurch auch auf dem maritimen Kriegsschauplatz begünstigt, kam Frankreich in den folgenden Jahren mit seiner Flotte unter dem Admiral Jean de Vienne in die Lage, offensiv gegen England vorgehen zu können. Karl hatte zugleich mit der Wettmachung der Niederlagen seines Vaters und Großvaters dem Königtum des Hauses Valois zum entscheidenden Durchbruch in der Akzeptanz unter den französischen Ständen verholfen.

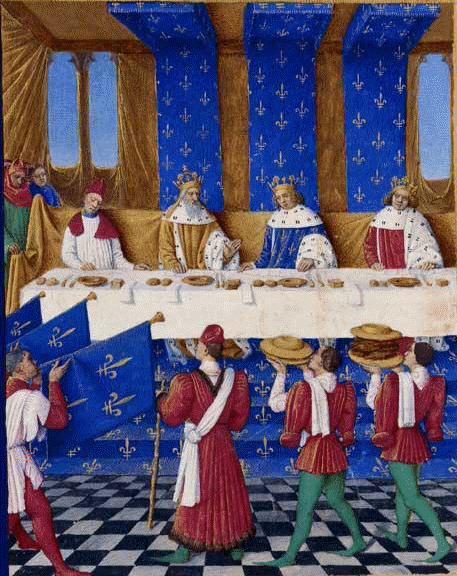
König Karl V. von Frankreich (Mitte) empfängt Kaiser Karl IV. (links) und dessen Sohn König Wenzel (rechts). (Miniatur von Jean Fouquet, Grandes Chroniques de France, 15. Jahrhundert)

### Das große abendländische Schisma
Im Januar 1378 empfing Karl V. seinen Onkel, den römischen Kaiser Karl IV., und dessen Sohn, den römischen König Wenzel in Paris. Anlass zu diesem Treffen bot unter anderem die anstehende Nachfolgefrage in Polen, wo die kaiserliche Dynastie der Luxemburger in Konflikt mit dem Haus Anjou, einer Vetternlinie des französischen Königshauses, stand. Es waren aber auch ungeklärte Rechtsfragen bezüglich der Provence und der Freigrafschaft Burgund zu besprechen. Der Kaiser ernannte den ältesten Sohn und Thronfolger Karls V. zum Vikar für das gesamte Königreich Burgund (Arelat), also zum faktischen Regenten dieses Reichslandes, das dadurch noch stärker an die französische Krone gebunden wurde. Welche Zugeständnisse Karl V. dafür machte, ist unbekannt, vermutlich gab er lediglich der bereits im Jahr zuvor geschehenen Rückkehr des Papsttums von Avignon nach Rom seine formelle Zustimmung.
Papst Gregor XI., der letzte Papst des babylonischen Exils, starb bereits im März 1378 in Rom. Die Kurie wählte zunächst den Italiener Bartolomeo Prignano als Urban VI. zum neuen Kirchenoberhaupt. Nach einem Aufstand der Stadtbevölkerung Roms aber erklärte eine Gruppe italienischer und französischer Kardinäle die Wahl für ungültig und wählte den Grafen Robert von Genf als Clemens VII. zu ihrem Papst. Urban VI. hatte allerdings schon die Anerkennung Kaiser Karls IV. erhalten und konnte sich in Italien weitgehend gegen Clemens VII. behaupten, der mit seinen Anhängern nach Avignon geflohen war. Nach eingehender Beratung mit Rechtsgelehrten der Universitäten von Paris und Orléans wie auch dem Klerus seines Landes erkannte Karl V. am 16. November 1378 Clemens VII. als rechtmäßigen Papst an; das sogenannte große abendländische Schisma nahm damit seinen Anfang. Urban VI., der in Deutschland und England anerkannt wurde, erklärte Karl zum Schismatiker und belegte ihn mit dem Kirchenbann. Vor allem aber setzte Karl V. damit sein gerade erst erlangtes gutes Einvernehmen mit seinem kaiserlichen Onkel aufs Spiel. Der aber starb schon am 29. November 1378 in Prag, und sein nachfolgender Sohn, König Wenzel, hatte nicht die Autorität, um sich bei seinen deutschen Fürsten durchzusetzen und Frankreich gefährlich zu werden.

### Kulturelle Aktivität

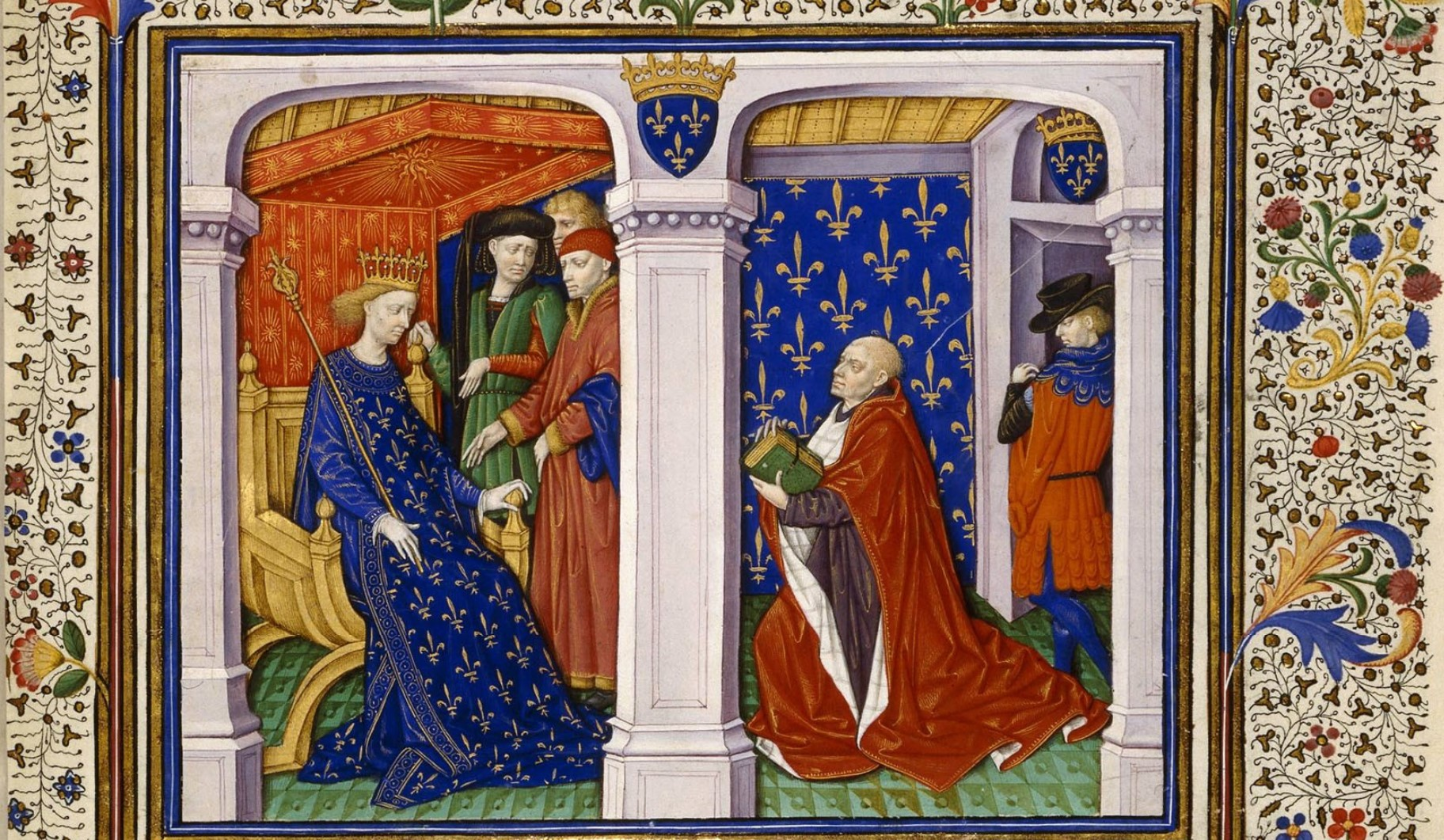
Jean Corbechon präsentiert König Karl V. seine Übersetzung des Livre des propriétés des choses (Miniatur aus dem 15. Jahrhundert, Bibliothèque Nationale de France)

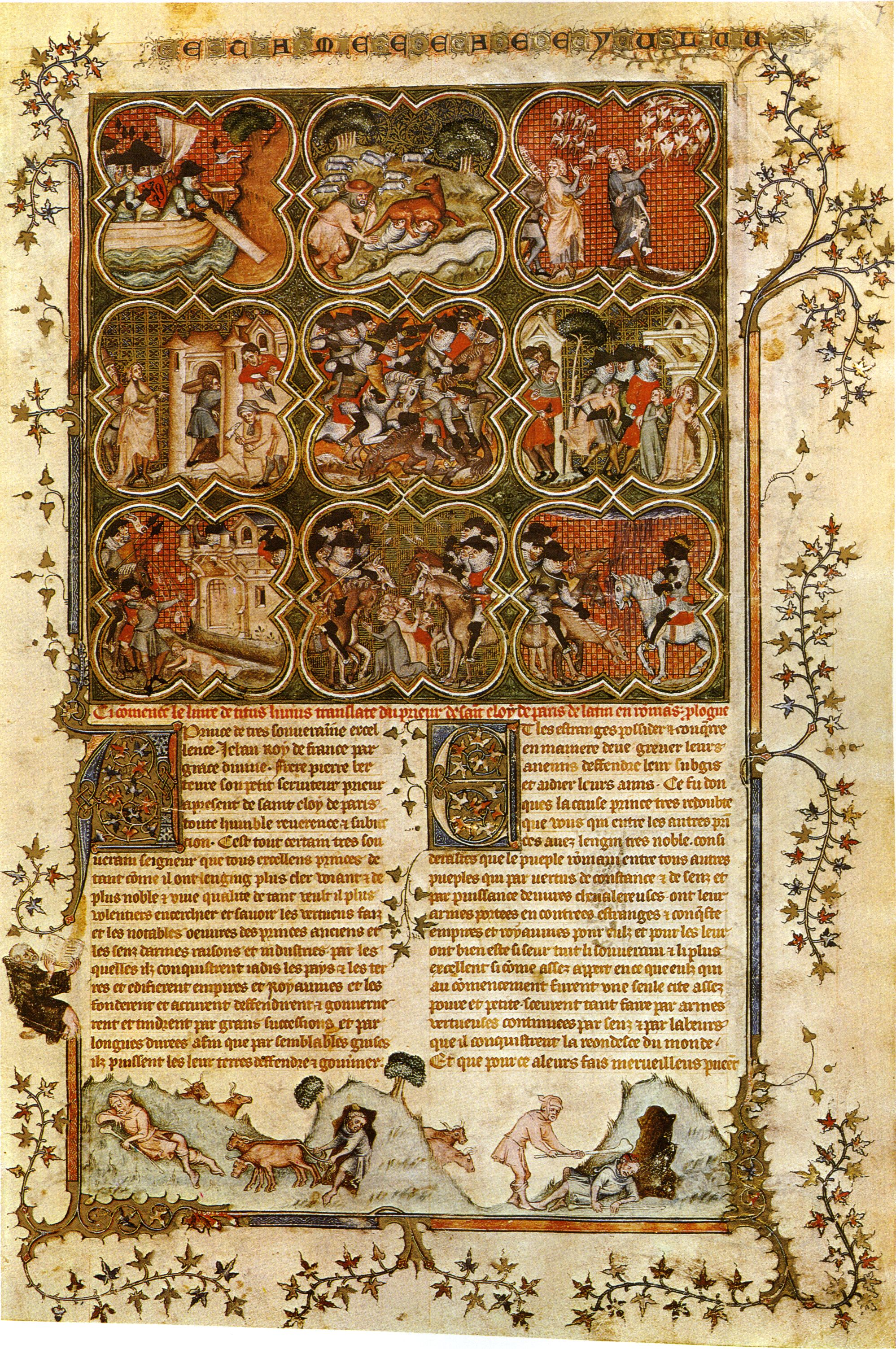
Buchmalerei in einer Handschrift aus der Bibliothek Karls V.: Das Geschichtswerk des Livius in der französischen Übersetzung von Pierre Bersuire (Petrus Berchorius). Abgebildet sind Szenen der Gründung Roms und ihrer Vorgeschichte. Paris, Bibliothèque Sainte-Geneviève, Ms. 777, fol. 7r (um 1370)

König Karl V. galt als ein den Wissenschaften und Künsten zugewandter Mäzen. Sein Hof war ein Sammelpunkt der Gelehrten wie Eustache Deschamps und Philippe de Mézières oder Astrologen wie Tommaso di Pizzano. In dessen Tochter Christine de Pizan fand er eine dankbare Biografin, der er unter anderem seinen Beinamen verdankte. Weiterhin war Karl V. als Leser und Sammler von Büchern bekannt, er ließ zum Beispiel Übersetzungen der Werke des Aristoteles bei Nikolaus von Oresme und des Civitate Dei des Augustinus bei Raoul de Presles in Auftrag geben. In dem von ihm ausgebauten Hôtel Saint-Paul richtete er eine Bibliothek ein, die zum Grundstock der heutigen französischen Nationalbibliothek wurde. Weitere Bauwerke aus seiner Herrschaft waren der zur repräsentativen Residenz erweiterte Palais du Louvre und die Stadtfestung Bastille.

### Tod und Nachfolgeregelung
Im Juli 1380 starb Karls langjähriger Freund und treuer Feldherr Bertrand du Guesclin; Karl gewährte ihm die Bestattung in der königlichen Abtei von Saint-Denis. Selbst wieder schwer erkrankt, zog sich Karl in das Schloss Beauté-sur-Marne in der Nähe von Paris zurück; einem Feldzug des Earl of Buckingham durch Nordfrankreich setzte er nichts entgegen. Am 16. September rief er ein letztes Mal seine Räte zusammen und sprach sich erneut für Papst Clemens VII. aus. Eine Herdsteuer, die sein Vater eingeführt hatte, nahm er zurück. In der folgenden Nacht starb er, angeblich in den Armen seines Kammerherrn Bureau de la Rivière. Am 26. September wurde er in der Grablege der französischen Könige, der Kathedrale von Saint-Denis, begraben, seine Organe wurden an der Seite seiner Mutter in der Abtei Maubuisson und sein Herz in Rouen bestattet. Bei der Plünderung der Königsgräber von Saint-Denis während der Französischen Revolution wurde sein Grab am 16. Oktober 1793 geöffnet und geplündert, seine Überreste wurden in einem Massengrab außerhalb der Kirche beerdigt.
Karl hinterließ seinem unmündigen Sohn, König Karl VI., ein weitaus besser geordnetes und gegenüber England stärkeres Reich, als er es von seinem Vater geerbt hatte. Allerdings war mit England noch kein formeller Frieden erreicht, und auch die wirtschaftlichen Probleme des Landes waren noch nicht ganz behoben. Seine starke Zentralisierung und der hohe Steuerdruck riefen auch Unzufriedenheit hervor, so dass 1379 in der Bretagne, in Flandern und im Languedoc Aufstände ausbrachen, die bei seinem Tod noch nicht beendet waren. Um einen möglichst schnellen Herrschaftswechsel auf seinen Sohn zu ermöglichen, hatte Karl V. im Jahr 1375 das Mündigkeitsalter französischer Könige auf fünfzehn Jahre gesetzlich verankert. Dennoch übernahmen nach seinem Tod seine Brüder in der sogenannten Regierung der Herzöge für Karl VI. bis zu dessen zwanzigstem Geburtstag die Regentschaft.

## Nachfahren

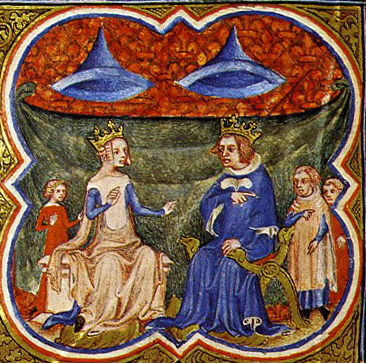
König Karl V. von Frankreich im Kreis seiner Familie. (Miniatur aus dem 14. Jahrhundert)

Aus seiner Ehe mit Johanna von Bourbon (* 3. Februar 1338; † 6. Februar 1378) gingen folgende Kinder hervor:
- Johanna (* September 1357; † 21. Oktober 1360)
- Johann (1358–1358)
- Bonne (* 1360; † 7. November 1360)
- Johanna (*/† 7. Juni 1366)
- Karl VI. (* 3. Dezember 1368; † 21. Oktober 1422) ⚭ 17. Juli 1385 mit Isabeau de Bavière
- Marie (* 27. Februar 1370; † Juni 1377)
- Ludwig (* 13. März 1372; † 23. November 1407), Herzog von Orléans, ⚭ 17. August 1389 mit Valentina Visconti
- Isabelle (* 24. Juli 1373; † 13. März 1377)
- Katharina (* 4. März 1377; † August 1388) ⚭ 5. August 1386 mit Jean de Berry, Comte de Montpensier

Zudem war er noch Vater der unehelichen Söhne Oudard d’Attainville (* 1360; † 1415), und – aus seiner Beziehung mit Biette Cassinel – Jean de Montaigu (* 1363; † 17. Oktober 1409).